# Malcolm Whitman

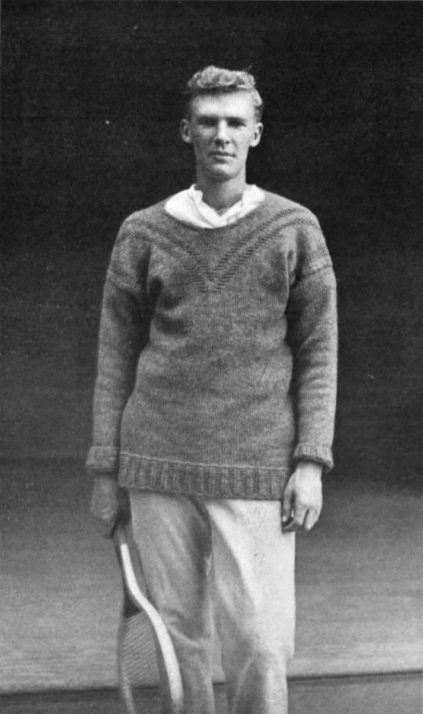
Malcolm D. Whitman

Malcolm "Mal" Douglass Whitman (15 de marzo de 1877 - 28 de diciembre de 1932) fue un jugador de tenis estadounidense que ganó el US National Singles Championships en 3 oportunidades a fines del siglo XIX. 
Nacido en Nueva York, ganó su primer US National en 1898 tras derrotar a Dwight Davis y aprovechar la no presentación del campeón reinante Robert Wrenn en el challenge round, debido a la participación de este último en la Guerra Hispano-Estadounidense. Defendió su título exitosamente en 1899 y 1900. No jugó en 1901 pero volvió en 1902 para detener la invasión británica de jugadores y perdió en la final de all-comers (último partido antes de enfrentar al campeón reinante) ante el inglés Reggie Doherty.
Su estilo de juego se caracterizaba por su buena mano en la red. Poseía un raro saque con efecto twist reverso (esto es, siendo derecho, realizaba el swing de derecha a izquierda) que lo realizaba saltando.
Fue uno de los 3 miembros originales del primer encuentro de Copa Davis entre las islas británicas y Estados Unidos en 1900. En su único encuentro de sencillos venció a Arthur Gore en sets corridos, consagrando a Estados Unidos como primer campeón de Copa Davis de la historia. También fue miembro del equipo campeón de 1902, venciendo en el definitivo quinto punto al británico Reginald Doherty en sets corridos. En esta serie también ofició como capitán del equipo.
En 1931 escribió un libro llamado "Orígenes y misterios del tenis". Se suicidó a fines de 1932. En 1955 fue una de las 6 primeras personas en ingresar en el Salón Internacional de la Fama del tenis.

## Torneos de Grand Slam

### Campeón Individuales (3)
| Año  | Torneo           | Oponente en la final | Resultado       |
| 1898 | US Championships | Dwight Davis         | 3-6 6-2 6-2 6-1 |
| 1899 | US Championships | Jahial Parmly Paret  | 6-1 6-2 3-6 7-5 |
| 1900 | US Championships | William Larned       | 6-4 1-6 6-2 6-2 |

- Datos: Q742271
- Multimedia: Malcolm Whitman / Q742271